# Brenner-Nordzulauf
| |                                                                                              |                                        |                                        |
| Streckennummer (DB): | 5608                                                                                         |                                        |                                        |
| Streckennummer (ÖBB): | 330 01                                                                                       |                                        |                                        |
| Kursbuchstrecke (ÖBB): | 300                                                                                          |                                        |                                        |
| Streckenlänge: | Osterseeon–Ostermünchen: 15,7 km Ostermünchen–Radfeld: ~74 km Radfeld–Baumkirchen: 40,236 km |                                        |                                        |
| Spurweite: | 1435 mm (Normalspur)                                                                         |                                        |                                        |
| Stromsystem: | 15 kV, 16,7 Hz ~                                                                             |                                        |                                        |
| Maximale Neigung: | 12 ‰ Ostermünchen–Schaftenau: 10 ‰                                                           |                                        |                                        |
| Streckengeschwindigkeit: | Osterseeon–Radfeld: 230 km/h Radfeld–Baumkirchen: 220 km/h                                   |                                        |                                        |
| Zweigleisigkeit: | durchgehend                                                                                  |                                        |                                        |
| |                                                                                              |                                        |                                        |
| \| \| \| von München \| \| \| \| \| Osterseeon (Bft Abzw) \| \| \| \| \| Bestandsstrecke \| \| \| \| \| (Überholbahnhof)[3] \| \| \| \| \| Glonn–Grafing \| \| \| \| \| Salachtunnel (ca. 3,7 km)[4] \| \| \| \| \| Eisenbahnüberführung Langkofen (130 m) \| \| \| \| \| (0,1 km)[5] \| \| \| \| \| Filzenbrücke (990 m) \| \| \| \| \| Bestandsstrecke \| \| \| \| \| Bestandsstrecke (Ersatz geplant) \| \| \| \| \| Ostermünchen (neu) \| \| \| \| \| (Überholbahnhof)[6] \| \| \| \| \| Bestandsstrecke (Verlegung geplant) \| \| \| \| \| Bestandsstrecke (Ersatz geplant) \| \| \| \| \| (ca. 650 m)[7] \| \| \| \| \| Bundesstraße 15n (ca. 420 m)[8] \| \| \| \| \| Rosenheim–Mühldorf \| \| \| \| \| Innbrücke Langenpfunzen[9] \| \| \| \| 150,022 \| Innleitentunnel (8462 m) \| Innleitentunnel (8462 m) \| \| \| 154,900 \| Rosenheim–Salzburg \| Rosenheim–Salzburg \| \| \| 158,484 \| \| \| \| \| 159,465 \| \| \| \| \| 159,500 \| Lauterbach (Rohrdorf) (Überholbahnhof)[10] \| Lauterbach (Rohrdorf) (Überholbahnhof)[10] \| \| \| 160,365 \| \| \| \| \| 160,450 \| Sattelbergtunnel (ca. 13,9 km)[11] \| Sattelbergtunnel (ca. 13,9 km)[11] \| \| \| 161,000 \| Bundesautobahn 8 \| Bundesautobahn 8 \| \| \| 168,002170,000 \| \| \| \| \| 173,600 \| Inn \| Inn \| \| \| 174,600 \| Bundesautobahn 93 \| Bundesautobahn 93 \| \| \| 176,355 \| Trog Einöden (838 m) \| Trog Einöden (838 m) \| \| \| 177,193201,340 \| \| \| \| \| \| von Rosenheim (Verlegung geplant) \| \| \| \| 201,755 \| Kirnstein Bbf (Abzw) \| Kirnstein Bbf (Abzw) \| \| \| \| nach Kufstein (Verlegung geplant) \| \| \| \| 202,160 \| \| \| \| \| 203,120 \| Buchbergtunnel (12 803 m) \| Buchbergtunnel (12 803 m) \| \| \| 203,900 \| Bestandsstrecke (Ersatz geplant) \| Bestandsstrecke (Ersatz geplant) \| \| \| 205,000 \| Bestandsstrecke \| Bestandsstrecke \| \| \| 207,900 \| Bestandsstrecke \| Bestandsstrecke \| \| \| 210,3080,000 \| Staatsgrenze Deutschland–Österreich \| Staatsgrenze Deutschland–Österreich \| \| \| 5,615 \| \| \| \| \| 6,520 \| \| \| \| \| \| Bestandsstrecke von Kufstein \| \| \| \| 7,550 \| Knoten Schaftenau \| Knoten Schaftenau \| \| \| \| Bestandsstrecke nach Wörgl \| \| \| \| 8,227 \| Wanne Schaftenau (568 m) \| Wanne Schaftenau (568 m) \| \| \| 8,795 \| Langkampfenertunnel (2891 m) \| Langkampfenertunnel (2891 m) \| \| \| 11,686 \| Wanne Niederbreitenbach (489 m) \| Wanne Niederbreitenbach (489 m) \| \| \| 12,175 \| Angerbergtunnel (11 505 m) \| Angerbergtunnel (11 505 m) \| \| \| 18,700 \| Inn \| Inn \| \| \| 19,300 \| Inntal Autobahn \| Inntal Autobahn \| \| \| 23,680 \| Wanne Kundl (920 m) \| Wanne Kundl (920 m) \| \| \| 24,600 \| \| \| \| \| \| Bestandsstrecke von Wörgl \| \| \| \| 25,500 \| Knoten Radfeld (Abzw) \| Knoten Radfeld (Abzw) \| \| \| \| Bestandsstrecke nach Jenbach \| \| \| \| 26,500 \| Wanne Radfeld (791 m) \| Wanne Radfeld (791 m) \| \| \| 27,291 \| Münsterertunnel (15 990 m) \| Münsterertunnel (15 990 m) \| \| \| 33,700 \| Inn \| Inn \| \| \| 33,900 \| Inntal Autobahn \| Inntal Autobahn \| \| \| 36,050 \| Bestandsstrecke \| Bestandsstrecke \| \| \| 37,800 \| Inntal Autobahn \| Inntal Autobahn \| \| \| 39,000 \| Inntal Autobahn \| Inntal Autobahn \| \| \| 40,000 \| Bestandsstrecke \| Bestandsstrecke \| \| \| 41,360 \| Bestandsstrecke \| Bestandsstrecke \| \| \| 41,560 \| Bestandsstrecke \| Bestandsstrecke \| \| \| 41,700 \| Inntal Autobahn \| Inntal Autobahn \| \| \| 42,800 \| Inntal Autobahn \| Inntal Autobahn \| \| \| 43,269 \| Wanne Jenbach (621 m) \| Wanne Jenbach (621 m) \| \| \| 43,878 \| \| \| \| \| \| Bestandsstrecke von Jenbach \| \| \| \| 43,890 \| Knoten Stans (Abzw) \| Knoten Stans (Abzw) \| \| \| \| Bestandsstrecke nach Fritzens-Wattens \| \| \| \| 44,760 \| Wanne Stans (514 m) \| Wanne Stans (514 m) \| \| \| 45,274 \| Terfener Tunnel (15 840 m) \| Terfener Tunnel (15 840 m) \| \| \| 46,100 \| Inntal Autobahn \| Inntal Autobahn \| \| \| 46,400 \| Bestandsstrecke \| Bestandsstrecke \| \| \| 47,300 \| Inntal Autobahn \| Inntal Autobahn \| \| \| 49,854 \| Überholbf Vomp (geplant) \| Überholbf Vomp (geplant) \| \| \| 58,860 \| Bestandsstrecke \| Bestandsstrecke \| \| \| 61,160 \| Wanne Baumkirchen (624 m) \| Wanne Baumkirchen (624 m) \| \| \| 61,40761,524 \| Fehlerprofil (−117 m) \| Fehlerprofil (−117 m) \| \| \| 61,667 \| \| \| \| \| \| Bestandsstrecke von Knoten Stans \| \| \| \| 61,749 \| Fritzens-Wattens 2 (Abzw) \| Fritzens-Wattens 2 (Abzw) \| \| \| \| Bestandsstrecke nach Innsbruck \| \| \| \| \| Umfahrung Innsbruck \| \| \| \| \| \| \| \| Quellen: [12] \| \| \| \| |                                                                                              |                                        |                                        |
| Strecke |                                                                                              | von München                            | von München                            |
| Blockstelle |                                                                                              | Osterseeon (Bft Abzw)                  | Osterseeon (Bft Abzw)                  |
| Abzweig ehemals geradeaus und nach links |                                                                                              | Bestandsstrecke                        | Bestandsstrecke                        |
| Dienststation / Betriebs- oder Güterbahnhof (Strecke außer Betrieb) |                                                                                              | (Überholbahnhof)                       | (Überholbahnhof)                       |
| Kreuzung geradeaus oben (Strecken außer Betrieb) |                                                                                              | Glonn–Grafing                          | Glonn–Grafing                          |
| Tunnel (Strecke außer Betrieb) |                                                                                              | Salachtunnel (ca. 3,7 km)              | Salachtunnel (ca. 3,7 km)              |
| Brücke (Strecke außer Betrieb) |                                                                                              | Eisenbahnüberführung Langkofen (130 m) | Eisenbahnüberführung Langkofen (130 m) |
| Tunnel (Strecke außer Betrieb) |                                                                                              | (0,1 km)                               | (0,1 km)                               |
| Brücke über Wasserlauf (Strecke außer Betrieb) |                                                                                              | Filzenbrücke (990 m)                   | Filzenbrücke (990 m)                   |
| Abzweig ehemals geradeaus und von links |                                                                                              | Bestandsstrecke                        | Bestandsstrecke                        |
| Abzweig ehemals geradeaus und nach links |                                                                                              | Bestandsstrecke (Ersatz geplant)       | Bestandsstrecke (Ersatz geplant)       |
| Bahnhof (Strecke außer Betrieb) |                                                                                              | Ostermünchen (neu)                     | Ostermünchen (neu)                     |
| Dienststation / Betriebs- oder Güterbahnhof (Strecke außer Betrieb) |                                                                                              | (Überholbahnhof)                       | (Überholbahnhof)                       |
| Abzweig geradeaus und nach rechts (Strecke außer Betrieb) |                                                                                              | Bestandsstrecke (Verlegung geplant)    | Bestandsstrecke (Verlegung geplant)    |
| Kreuzung (Strecke geradeaus außer Betrieb) |                                                                                              | Bestandsstrecke (Ersatz geplant)       | Bestandsstrecke (Ersatz geplant)       |
| Brücke (Strecke außer Betrieb) |                                                                                              | (ca. 650 m)                            | (ca. 650 m)                            |
| Strecke Anfang Hochstrecke (außer Betrieb) |                                                                                              | Bundesstraße 15n (ca. 420 m)           | Bundesstraße 15n (ca. 420 m)           |
| Kreuzung Ende Hochstrecke (Strecken außer Betrieb) |                                                                                              | Rosenheim–Mühldorf                     | Rosenheim–Mühldorf                     |
| Brücke über Wasserlauf (Strecke außer Betrieb) |                                                                                              | Innbrücke Langenpfunzen                | Innbrücke Langenpfunzen                |
| Tunnelanfang (Strecke außer Betrieb) | 150,022                                                                                      | Innleitentunnel (8462 m)               | Innleitentunnel (8462 m)               |
| Kreuzung (Strecke geradeaus außer Betrieb) (im Tunnel) | 154,900                                                                                      | Rosenheim–Salzburg                     | Rosenheim–Salzburg                     |
| | 158,484                                                                                      |                                        |                                        |
| | 159,465                                                                                      |                                        |                                        |
| Dienststation / Betriebs- oder Güterbahnhof (Strecke außer Betrieb) | 159,500                                                                                      | Lauterbach (Rohrdorf) (Überholbahnhof) | Lauterbach (Rohrdorf) (Überholbahnhof) |
| | 160,365                                                                                      |                                        |                                        |
| | 160,450                                                                                      | Sattelbergtunnel (ca. 13,9 km)         | Sattelbergtunnel (ca. 13,9 km)         |
| Strecke (außer Betrieb) (im Tunnel) | 161,000                                                                                      | Bundesautobahn 8                       | Bundesautobahn 8                       |
| Strecke (außer Betrieb) (im Tunnel) | 168,002170,000                                                                               |                                        |                                        |
| Strecke unter Wasserlauf (Strecke außer Betrieb) (im Tunnel) | 173,600                                                                                      | Inn                                    | Inn                                    |
| Strecke (außer Betrieb) (im Tunnel) | 174,600                                                                                      | Bundesautobahn 93                      | Bundesautobahn 93                      |
| | 176,355                                                                                      | Trog Einöden (838 m)                   | Trog Einöden (838 m)                   |
| | 177,193201,340                                                                               |                                        |                                        |
| Abzweig geradeaus und von rechts (Strecke außer Betrieb) |                                                                                              | von Rosenheim (Verlegung geplant)      | von Rosenheim (Verlegung geplant)      |
| Blockstelle (Strecke außer Betrieb) | 201,755                                                                                      | Kirnstein Bbf (Abzw)                   | Kirnstein Bbf (Abzw)                   |
| Abzweig geradeaus und nach links (Strecke außer Betrieb) |                                                                                              | nach Kufstein (Verlegung geplant)      | nach Kufstein (Verlegung geplant)      |
| | 202,160                                                                                      |                                        |                                        |
| | 203,120                                                                                      | Buchbergtunnel (12 803 m)              | Buchbergtunnel (12 803 m)              |
| Kreuzung (Strecke geradeaus außer Betrieb) (im Tunnel) | 203,900                                                                                      | Bestandsstrecke (Ersatz geplant)       | Bestandsstrecke (Ersatz geplant)       |
| Kreuzung (Strecke geradeaus außer Betrieb) (im Tunnel) | 205,000                                                                                      | Bestandsstrecke                        | Bestandsstrecke                        |
| Kreuzung (Strecke geradeaus außer Betrieb) (im Tunnel) | 207,900                                                                                      | Bestandsstrecke                        | Bestandsstrecke                        |
| Grenze (Strecke außer Betrieb) (im Tunnel) | 210,3080,000                                                                                 | Staatsgrenze Deutschland–Österreich    | Staatsgrenze Deutschland–Österreich    |
| | 5,615                                                                                        |                                        |                                        |
| | 6,520                                                                                        |                                        |                                        |
| Abzweig ehemals geradeaus und von links |                                                                                              | Bestandsstrecke von Kufstein           | Bestandsstrecke von Kufstein           |
| ehemalige Blockstelle | 7,550                                                                                        | Knoten Schaftenau                      | Knoten Schaftenau                      |
| Abzweig ehemals geradeaus und nach links |                                                                                              | Bestandsstrecke nach Wörgl             | Bestandsstrecke nach Wörgl             |
| | 8,227                                                                                        | Wanne Schaftenau (568 m)               | Wanne Schaftenau (568 m)               |
| | 8,795                                                                                        | Langkampfenertunnel (2891 m)           | Langkampfenertunnel (2891 m)           |
| | 11,686                                                                                       | Wanne Niederbreitenbach (489 m)        | Wanne Niederbreitenbach (489 m)        |
| | 12,175                                                                                       | Angerbergtunnel (11 505 m)             | Angerbergtunnel (11 505 m)             |
| Strecke unter Wasserlauf (Strecke außer Betrieb) (im Tunnel) | 18,700                                                                                       | Inn                                    | Inn                                    |
| Strecke (außer Betrieb) (im Tunnel) | 19,300                                                                                       | Inntal Autobahn                        | Inntal Autobahn                        |
| | 23,680                                                                                       | Wanne Kundl (920 m)                    | Wanne Kundl (920 m)                    |
| | 24,600                                                                                       |                                        |                                        |
| Abzweig ehemals geradeaus und von links |                                                                                              | Bestandsstrecke von Wörgl              | Bestandsstrecke von Wörgl              |
| Blockstelle | 25,500                                                                                       | Knoten Radfeld (Abzw)                  | Knoten Radfeld (Abzw)                  |
| Abzweig geradeaus und nach rechts |                                                                                              | Bestandsstrecke nach Jenbach           | Bestandsstrecke nach Jenbach           |
| | 26,500                                                                                       | Wanne Radfeld (791 m)                  | Wanne Radfeld (791 m)                  |
| | 27,291                                                                                       | Münsterertunnel (15 990 m)             | Münsterertunnel (15 990 m)             |
| Strecke unter Wasserlauf (im Tunnel) | 33,700                                                                                       | Inn                                    | Inn                                    |
| Strecke (im Tunnel) | 33,900                                                                                       | Inntal Autobahn                        | Inntal Autobahn                        |
| Kreuzung mit oberirdischer Strecke (im Tunnel) | 36,050                                                                                       | Bestandsstrecke                        | Bestandsstrecke                        |
| Strecke (im Tunnel) | 37,800                                                                                       | Inntal Autobahn                        | Inntal Autobahn                        |
| Strecke (im Tunnel) | 39,000                                                                                       | Inntal Autobahn                        | Inntal Autobahn                        |
| Kreuzung mit oberirdischer Strecke (im Tunnel) | 40,000                                                                                       | Bestandsstrecke                        | Bestandsstrecke                        |
| Kreuzung mit oberirdischer Strecke (im Tunnel) | 41,360                                                                                       | Bestandsstrecke                        | Bestandsstrecke                        |
| Kreuzung mit oberirdischer Strecke (im Tunnel) | 41,560                                                                                       | Bestandsstrecke                        | Bestandsstrecke                        |
| Strecke (im Tunnel) | 41,700                                                                                       | Inntal Autobahn                        | Inntal Autobahn                        |
| Strecke (im Tunnel) | 42,800                                                                                       | Inntal Autobahn                        | Inntal Autobahn                        |
| | 43,269                                                                                       | Wanne Jenbach (621 m)                  | Wanne Jenbach (621 m)                  |
| | 43,878                                                                                       |                                        |                                        |
| Abzweig geradeaus und von rechts |                                                                                              | Bestandsstrecke von Jenbach            | Bestandsstrecke von Jenbach            |
| Blockstelle | 43,890                                                                                       | Knoten Stans (Abzw)                    | Knoten Stans (Abzw)                    |
| Abzweig geradeaus und nach rechts |                                                                                              | Bestandsstrecke nach Fritzens-Wattens  | Bestandsstrecke nach Fritzens-Wattens  |
| | 44,760                                                                                       | Wanne Stans (514 m)                    | Wanne Stans (514 m)                    |
| | 45,274                                                                                       | Terfener Tunnel (15 840 m)             | Terfener Tunnel (15 840 m)             |
| Strecke (im Tunnel) | 46,100                                                                                       | Inntal Autobahn                        | Inntal Autobahn                        |
| Kreuzung mit oberirdischer Strecke (im Tunnel) | 46,400                                                                                       | Bestandsstrecke                        | Bestandsstrecke                        |
| Strecke (im Tunnel) | 47,300                                                                                       | Inntal Autobahn                        | Inntal Autobahn                        |
| ehemaliger Dienststation / Betriebs- oder Güterbahnhof (im Tunnel) | 49,854                                                                                       | Überholbf Vomp (geplant)               | Überholbf Vomp (geplant)               |
| Kreuzung mit oberirdischer Strecke (im Tunnel) | 58,860                                                                                       | Bestandsstrecke                        | Bestandsstrecke                        |
| | 61,160                                                                                       | Wanne Baumkirchen (624 m)              | Wanne Baumkirchen (624 m)              |
| | 61,40761,524                                                                                 | Fehlerprofil (−117 m)                  | Fehlerprofil (−117 m)                  |
| | 61,667                                                                                       |                                        |                                        |
| Abzweig geradeaus und von rechts |                                                                                              | Bestandsstrecke von Knoten Stans       | Bestandsstrecke von Knoten Stans       |
| Blockstelle | 61,749                                                                                       | Fritzens-Wattens 2 (Abzw)              | Fritzens-Wattens 2 (Abzw)              |
| Abzweig geradeaus und nach rechts |                                                                                              | Bestandsstrecke nach Innsbruck         | Bestandsstrecke nach Innsbruck         |
| Strecke |                                                                                              | Umfahrung Innsbruck                    | Umfahrung Innsbruck                    |
| |                                                                                              |                                        |                                        |
| Quellen: |                                                                                              |                                        |                                        |

Der Brenner-Nordzulauf, im Tiroler Abschnitt auch neue Unterinntalbahn genannt, ist eine teilweise fertiggestellte Eisenbahn-Hochleistungsstrecke zwischen Innsbruck und München im Tiroler Unterland und oberbayerischen Alpenvorland. Sie stellt die nördliche Zulaufstrecke des Brennerbasistunnels dar und ist somit Teil der TEN-Achse Nr. 1 Berlin–Palermo. Ihr erster Abschnitt (Kundl–Baumkirchen) wird mit Geschwindigkeiten bis 220 km/h befahren und wurde am 29. November 2012 eröffnet.
Im Endausbau wird sie die aus den Bahnstrecken München–Rosenheim, Rosenheim–Kufstein und Kufstein–Innsbruck bestehende Trasse weitgehend um zwei neue Gleise ergänzen. Auf der bereits viergleisigen Strecke Trudering-Grafing ist lediglich eine Blockverdichtung vorgesehen. Teilweise werden auch die Truderinger Kurve und die Truderinger Spange (Ausbau von einem auf zwei Gleise) sowie der Ausbau Daglfing-Johanneskirchen (Ausbau von zwei auf vier Gleise) als Teil des Brenner-Nordzulaufs gesehen.
In Zukunft soll durch diese und andere Baumaßnahmen (z. B. den Brennerbasistunnel) die Reisezeit auf der Relation München–Innsbruck von 1:50 auf 0:55 und auf der Relation München–Verona von 5:20 auf 2:20 reduziert werden. In erster Linie handelt es sich jedoch um eine Güterverkehrsstrecke.

## Streckenbeschreibung

### Baumkirchen – Radfeld
Bei Baumkirchen fädelt die Neubaustrecke aus der Bestandsstrecke aus und wird dann nordostwärts zunächst im Unterflurbereich parallel zu dieser geführt, ehe sie im Terfener Tunnel im nördlichen Tiroler Mittelgebirge unter Vomperberg angelegt (und damit auch Schwaz nördlich umfahren wird), bei Stans wieder mit der Bestandsstrecke am Talboden verknüpft wird. Abermals im Unterflurbereich des Inntals unter Jenbach geführt, verbleibt die Strecke weiter nordostwärts im Münsterertunnel unter dem Haupttal und verschwenkt lediglich südlich von Brixlegg in das Gebirgsmassiv, ehe bei Radfeld wiederum aufgetaucht und in die Altstrecke eingeschert wird.

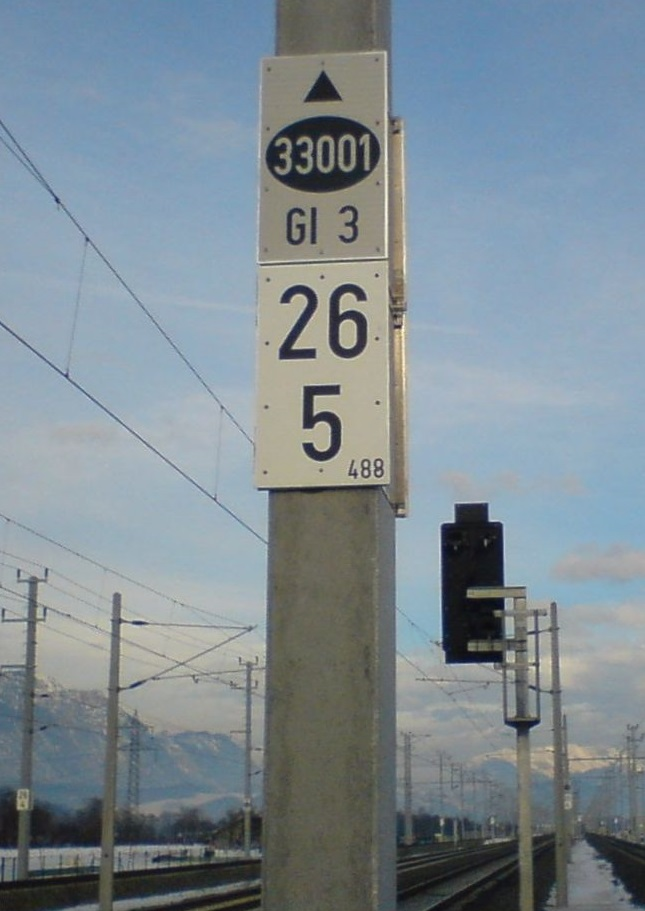
Gleiskennzeichnung und Kilometrierung bei Radfeld

Aus dem Bahnhof Wörgl Kundl heraus wird die Bestandsstrecke um ein Beschleunigungsgleis ergänzt und zur viergleisigen Verknüpfung Radfeld aufgefächert. Die Neubaustrecke sinkt anschließend zwischen den Bestandsstreckengleisen ab und verläuft ab Radfeld nach einer kurzen Unterflurwanne in den Münsterertunnel. Nach Unterquerung des Inns und des Bahnhofs Jenbach taucht dieser im Verknüpfungsbauwerk Stans wieder zwischen den Bestandsstreckengleisen auf. Danach sinkt die Trasse abermals ab und führt in den etwa 15,8 km langen Terfener Tunnel, der sich aus zwei Tunneln und einer Galerie zusammensetzt. In einem Teil des Tunnels wurde ein drittes Gleis errichtet, um Überholfahrten zu ermöglichen und damit die Streckenkapazität zu erhöhen, welches aber noch nicht in Betrieb genommen wurde. Nachdem die Strecke den Bahnhof Fritzens-Wattens und den Fritzener Bogen unterquert hat taucht sie in der Verknüpfung Baumkirchen mittig zwischen den Bestandsgleisen auf und teilt sich in Richtung Brenner/Verona (Umfahrung Innsbruck) bzw. Innsbruck/Arlberg (Bestandsstrecke).
Die Entwurfsgeschwindigkeit der Neubaustrecke beträgt 250 km/h. Die anfangs vorgesehene Höchstgeschwindigkeit von 200 km/h wurde auf 220 km/h erhöht. Seit der Fahrplanperiode 2013/14 fahren die Railjet-Züge auf der Neubaustrecke mit bis zu 220 km/h. Bei Probefahrten zwischen Baumkirchen und Stans wurden 250 km/h erreicht.

### Radfeld – Schaftenau
Die rund 19 km lange Trasse wird bei der Verknüpfungsstelle Schaftenau in Langkampfen aus der Bestandsstrecke ausgeleitet und in mehreren kürzeren Tunneln und Wannen entlang der Inntal Autobahn A 12 geführt. In einem fast zehn Kilometer langen Tunnel verläuft die Strecke anschließend entlang des südlichen Angerbergs, unterquert den Inn, die A 12 sowie den Bahnhof Kundl und taucht danach in Mittellage zwischen den Bestandsstreckengleisen auf, um in die Verknüpfung Radfeld/Kundl einzumünden.

### Schaftenau – Niederaudorf – Ostermünchen
Die Weiterführung der Strecke Richtung München wird derzeit geplant und in einem grenzüberschreitenden Prozess umgesetzt. In einem Bürgerbeteiligungsverfahren wird von ÖBB und DB der als Brennernordzulauf bezeichnete Abschnitt zwischen den geplanten Verknüpfungsstellen Schaftenau, Niederaudorf BAB und Ostermünchen untersucht und eine Trasse herausgearbeitet. Für die optimale Situierung der Knoten und die Planung der weiteren Ausbauschritte in Richtung München/Mühldorf am Inn und Salzburg sollen die bestehenden Bahnachsen sowie mehrere Korridore untersucht werden. Die Strecke München–Mühldorf wird dabei als zukünftige TEN-Achse ebenso berücksichtigt wie die direkte Strecke München–Rosenheim und die für den ÖBB-Inlandsverkehr wichtige, aber derzeit nur mit 160 km/h befahrbare Strecke Rosenheim–Salzburg.
Im Juli 2019 wurden fünf mögliche Streckenführungen durch das bayerische Inntal bei Rosenheim vorgestellt.
Im deutschen Bundesverkehrswegeplan 2030 werden als vordringlicher Bedarf die Errichtung einer Neubaustrecke von Grafing bei München bis Großkarolinenfeld sowie die Westumfahrung Rosenheim von Großkarolinenfeld bis Brannenburg und zwei zusätzliche Gleise von Brannenburg über Kiefersfelden bis zur Grenze bei Kufstein vorgesehen. Zusätzlich soll eine Blockverdichtung zwischen München-Trudering und Grafing umgesetzt werden.
Am 13. April 2021 stellte die Deutsche Bahn die Variante „Violett“ als favorisierte Variante für den Abschnitt nördlich von Schaftenau vor. Die 54 Kilometer lange Strecke soll Rosenheim östlich umfahren und zu 60 % unterirdisch verlaufen. Zwischen Fischbach und Niederaudorf soll die Bestandstrecke Rosenheim–Kufstein nach Osten zur Bundesautobahn 93 verschwenkt werden, wo eine Verknüpfung zur Neubaustrecke hergestellt wird. Die Einfädelung in die Bahnstrecke München–Rosenheim wird bei Ostermünchen erfolgen, wozu die Bestandsstrecke dort nach Süden verlegt und ein neuer Bahnhof gebaut wird. Zur Variante Violett gehören sowohl die dargestellte Untervariante Violett 1 mit offener Streckenführung zwischen den Tunneln Ringelfeld und Steinkirchen im Bereich Riedering/Rohrdorf als auch die ungefähr einen halben Kilometer kürzere Untervariante Violett 2 mit durchgehender Tunnelführung in diesem Bereich, bei der diese beiden Tunnel durch einen 23.640 m langen Tunnel Steinkirchen-Ringelfeld ersetzt werden.

### Ostermünchen – Grafing
Im Dezember 2021 wurden vier mögliche Grobtrassen zwischen Verknüpfung Ostermünchen und Grafing Bahnhof vorgestellt. Sie verlaufen alle westlich der Bestandstrecke und enthalten jeweils mindestens einen Tunnel und mehrere Brücken. Im März 2022 wurde eine weitere größtenteils bestandsnahe Grobtrasse vorgestellt.
Im Juli 2022 wurde die Variante „Limone“ ausgewählt, die von der Verknüpfungsstelle Ostermünchen unter anderem über zwei Brücken und einen Tunnel nach Grafing Bahnhof führt, ab da direkt neben der Strecke München–Rosenheim verläuft, um wenige Kilometer weiter bei Kirchseeon höhenfrei in diese einzufädeln.

### Grafing – München-Johanneskirchen
Zwischen Grafing und Trudering behält die Strecke ihren Verlauf bei, es erfolgt jedoch eine Blockverdichtung. Die Truderinger Spange als Teil des Münchner Nordrings soll zweigleisig ausgebaut werden. Die Strecke verläuft dann viergleisig weiter über Daglfing bis Johanneskirchen. Mit dem Ausbau auf mehr Gleise sind jeweils auch Trassenänderungen verbunden.

## Baufortschritt

### Baumkirchen – Radfeld
Der Abschnitt Kundl – Baumkirchen wurde am 26. November 2012 eröffnet. Die Kosten für den ersten Bauabschnitt beliefen sich auf 2,358 Mrd. Euro. Die Länge der neuen Strecke beträgt 40 km, wovon 34,5 km in Tunneln und Wannen verlaufen.

Das Kernstück dieses Abschnitts, der knapp 16 Kilometer lange Münsterertunnel Radfeld – Jenbach, wurde 2006 bis 2009 aufgefahren und mit seiner Fertigstellung zum längsten Tunnel in Österreich. Während des Baus war dieser Tunnel in mehrere Abschnitte unterteilt, den 11,5 Kilometer langen Abschnitt Radfeld – Wiesing und den 4,5 km langen Bereich Wiesing – Jenbach.

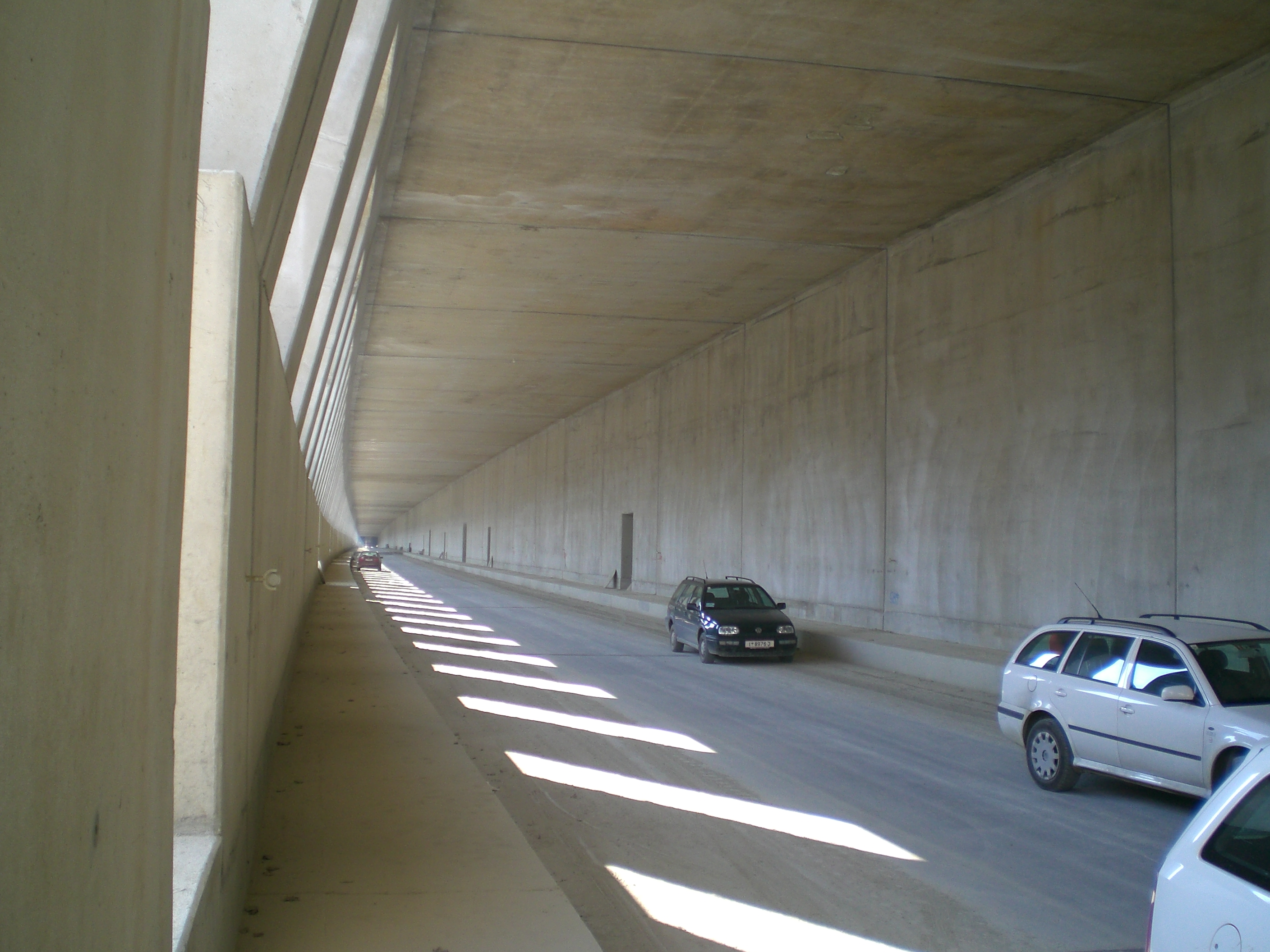
Fertiger Rohbau der Galerie Terfens
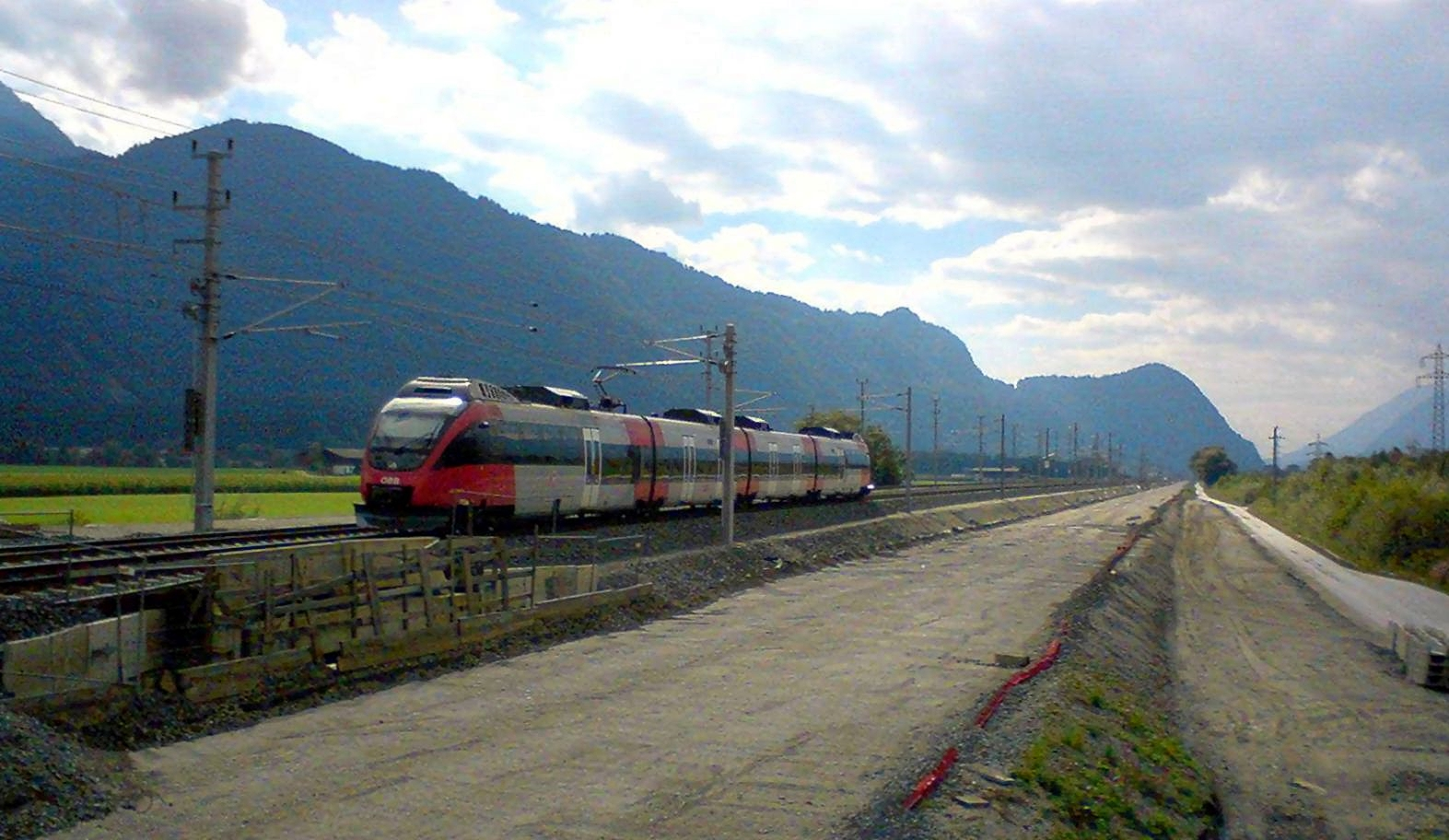
Blick nach Westen zwischen Kundl und Radfeld: abgetragener Bestand rechts, Neubau als vorübergehende Betriebsstrecke links
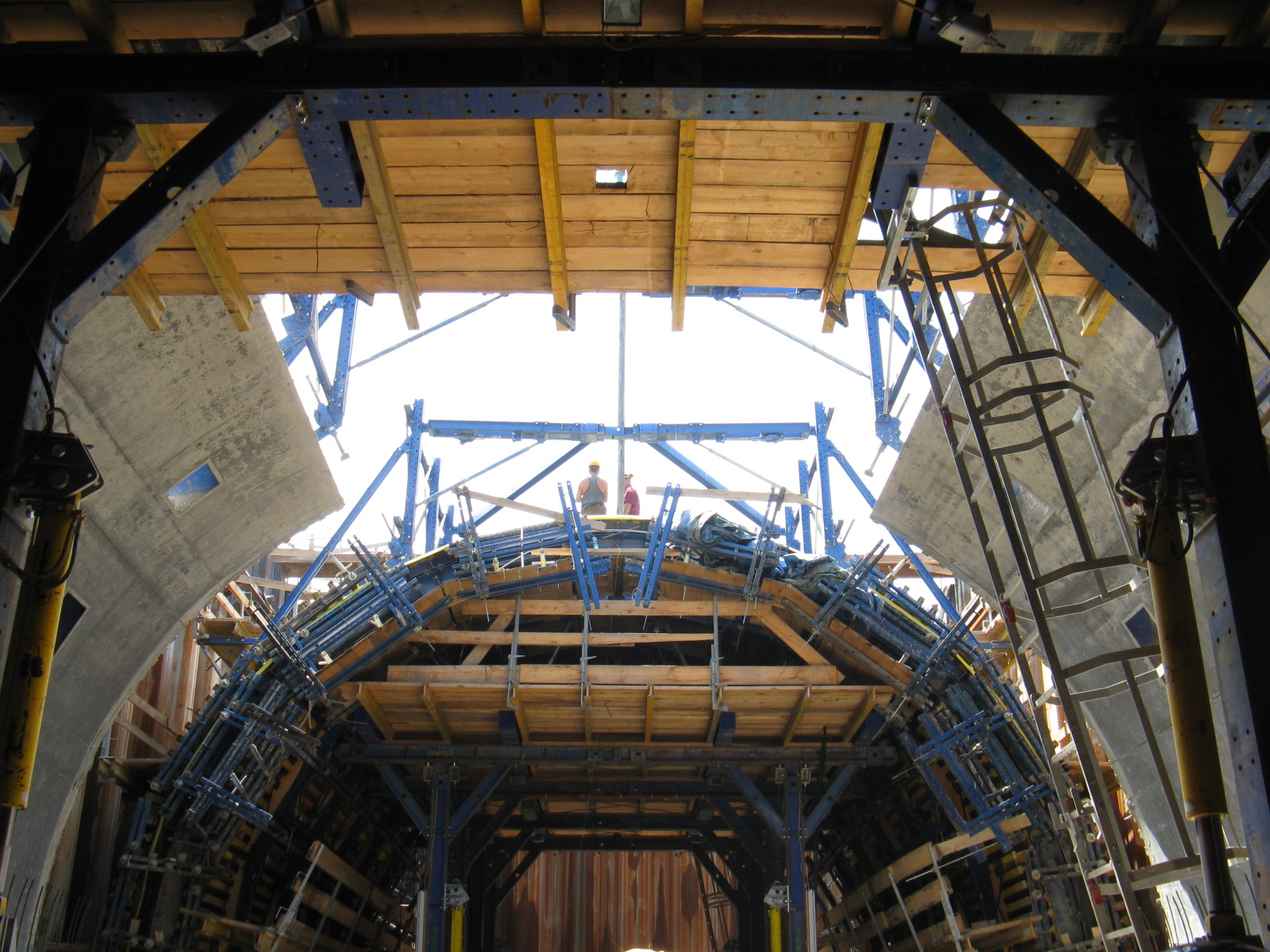
Tunnelbaustelle bei Radfeld
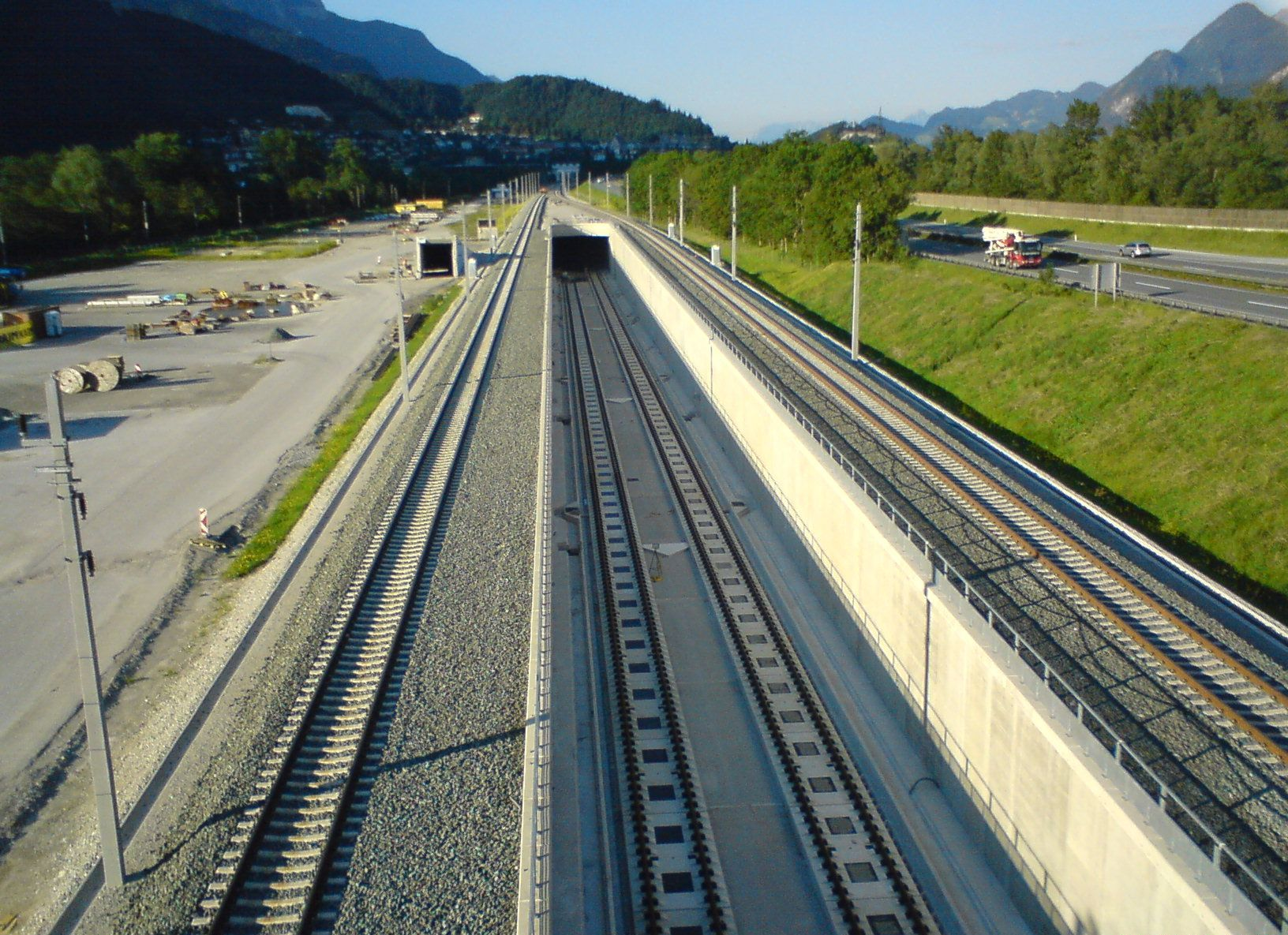
Verknüpfung Stans, Blick nach Osten auf den Münsterertunnel - Mittelgleise: Neubaustrecke, - Außengleise: seit 15. August 2011 angepasste Bestandsstrecke

- Verknüpfung Stans, Blick nach Osten auf den Münsterertunnel
- Mittelgleise: Neubaustrecke,
- Außengleise: seit 15. August 2011 angepasste Bestandsstrecke
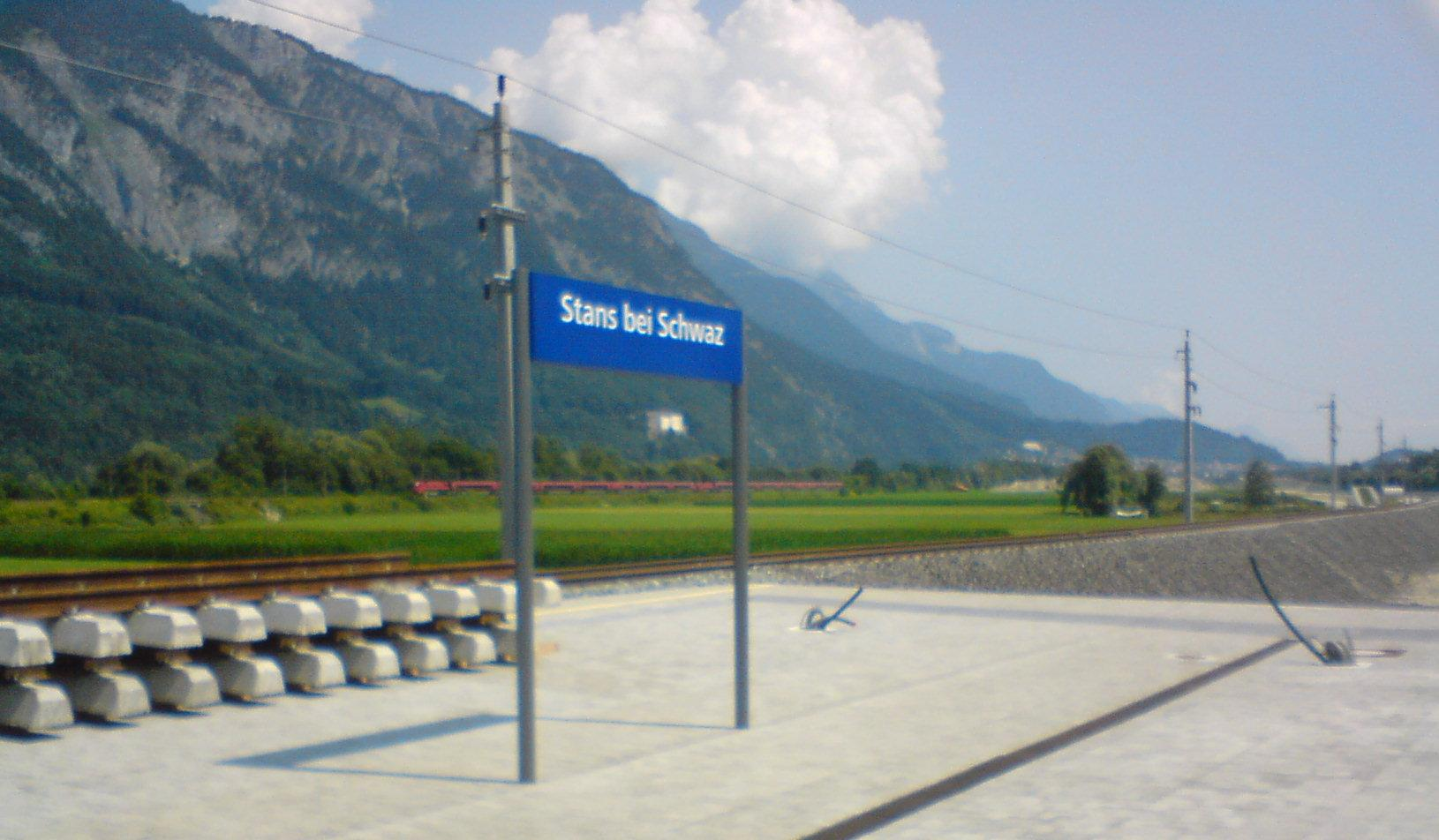
Neue Bestandsstrecke mit Hst. Stans, im Hintergrund alte Bestandsstrecke
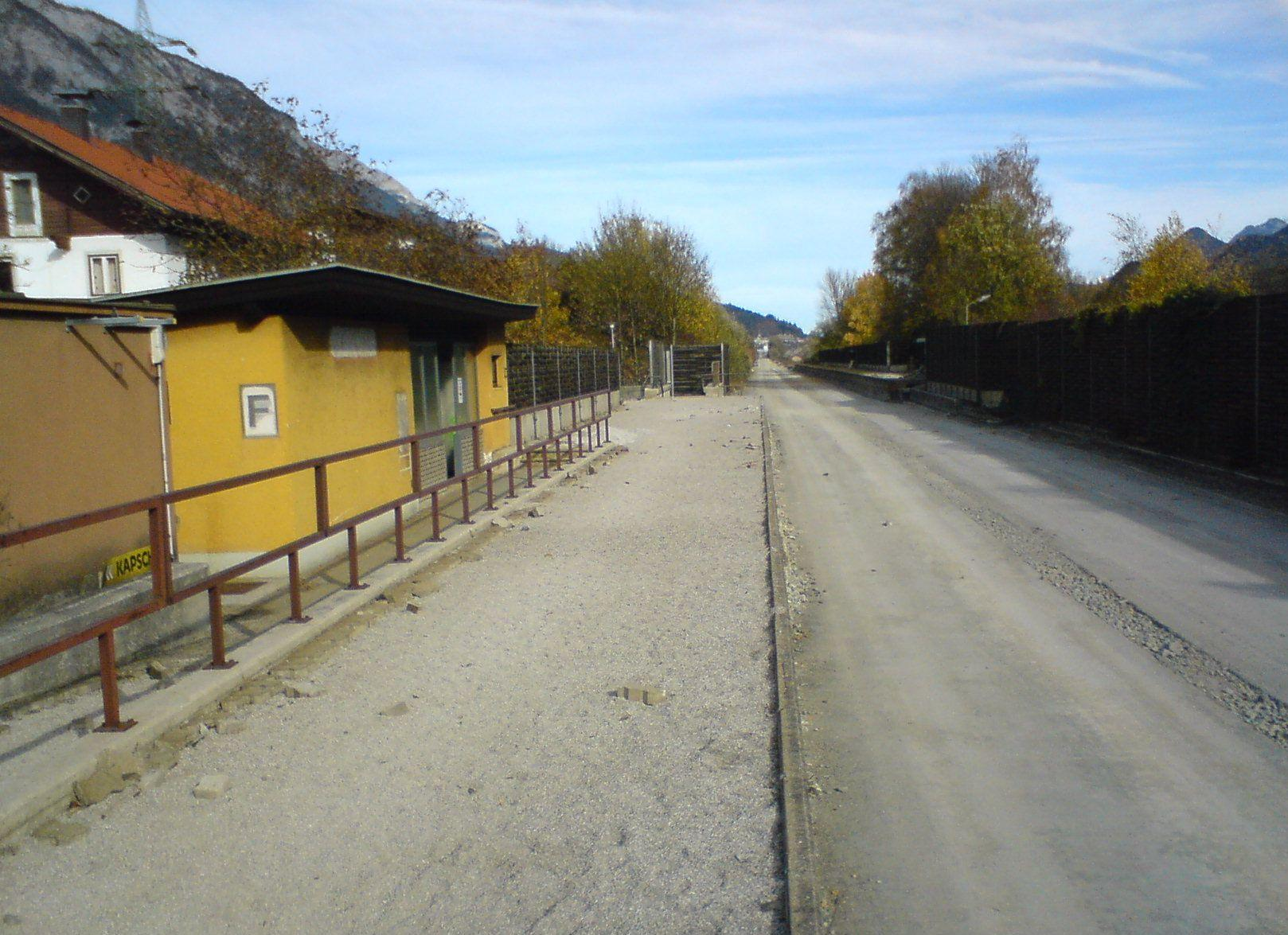
Alte Bestandsstrecke mit ehemaliger Hst. Stans
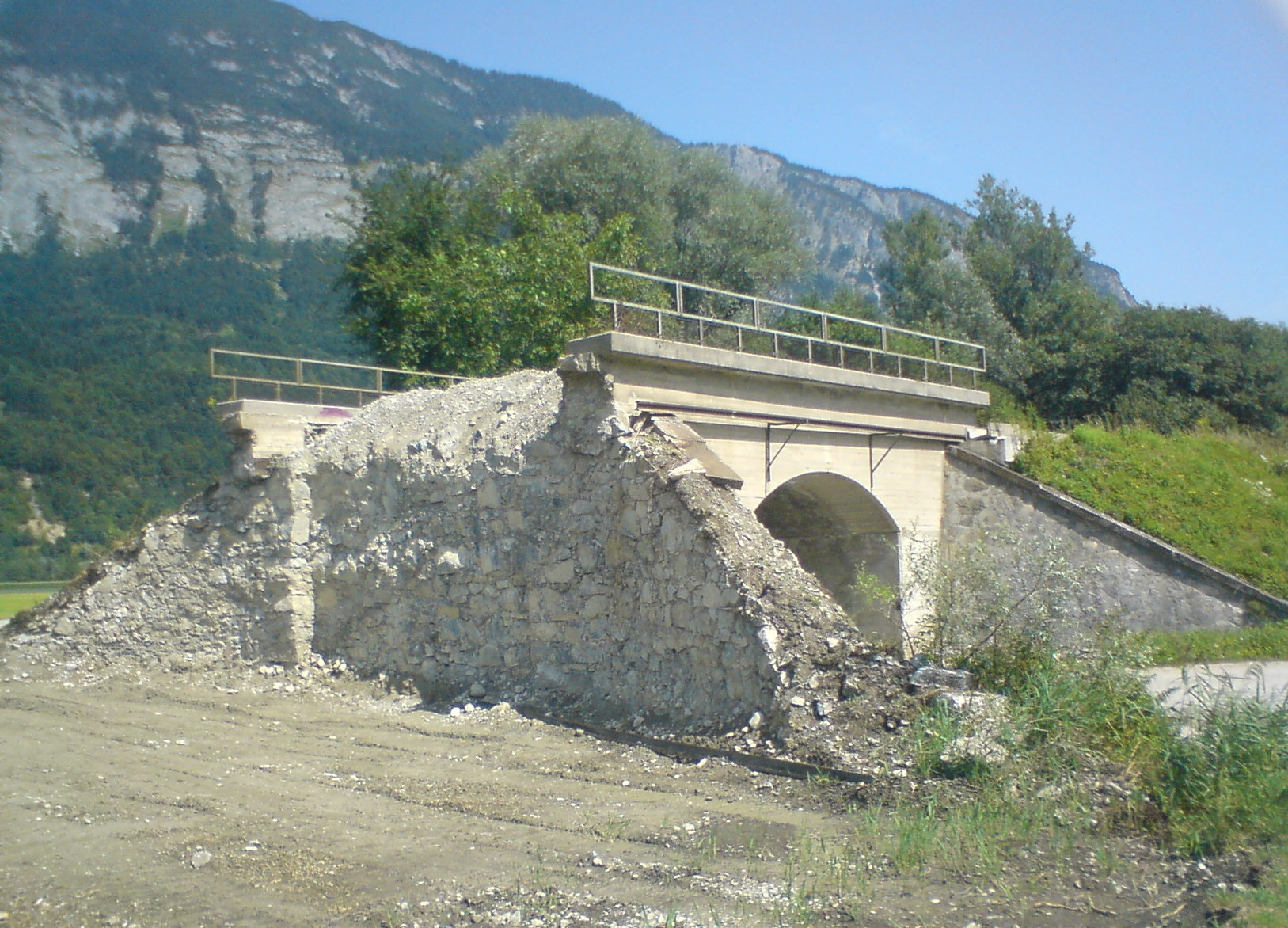
Teilweise abgetragene alte Bestandsstrecke, östlich von Stans
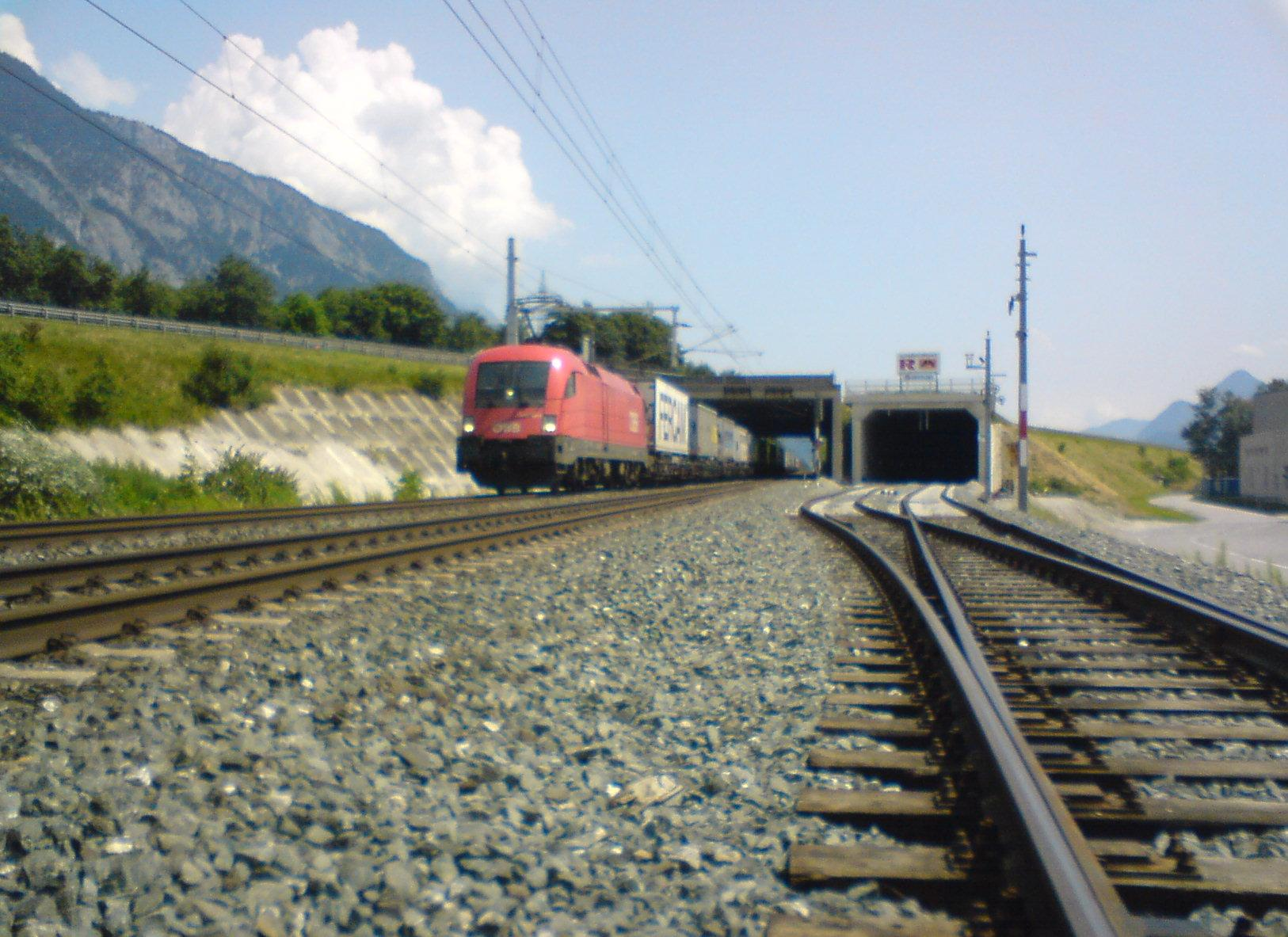
Blick nach Osten bei Stans: Altbestand links, Neubestand rechts mit provisorischem Anschluss
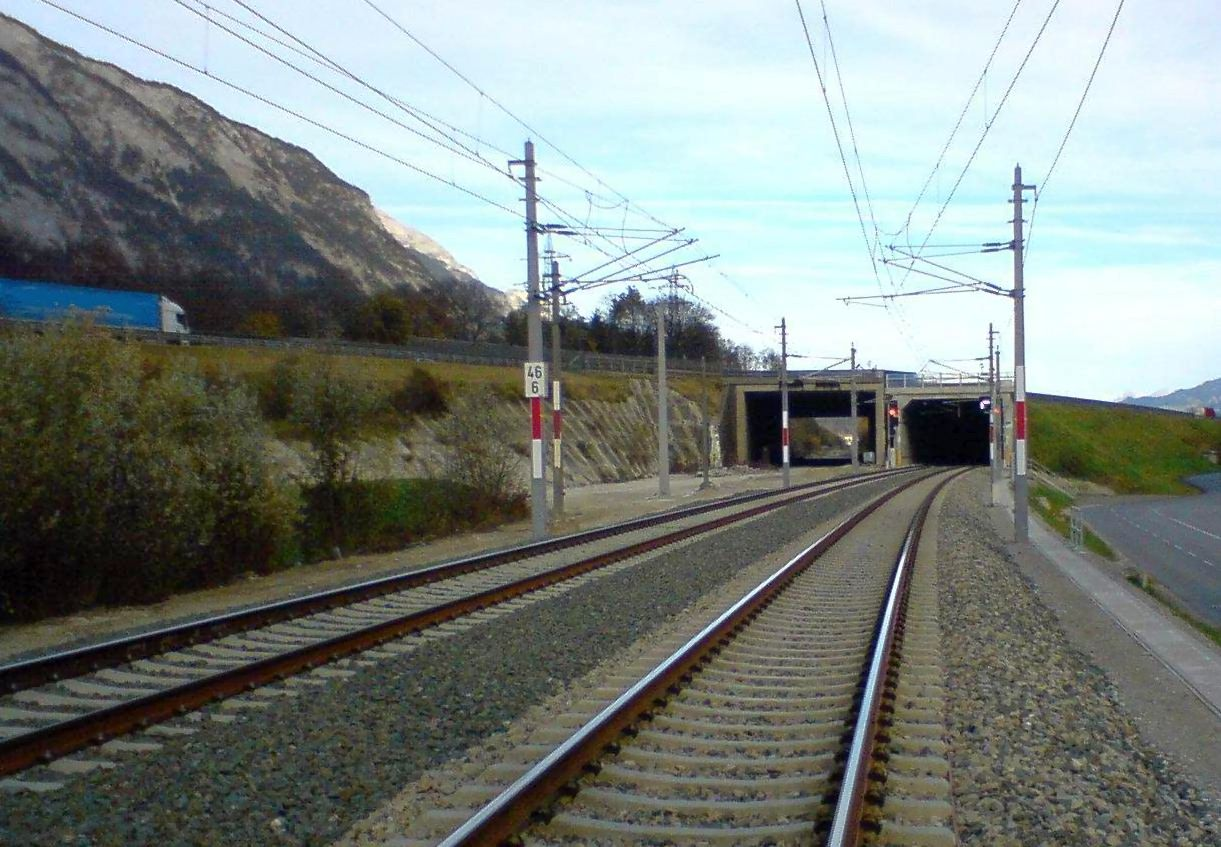
Dieselbe Stelle, vier Monate später: Altbestand links bereits abgebaut
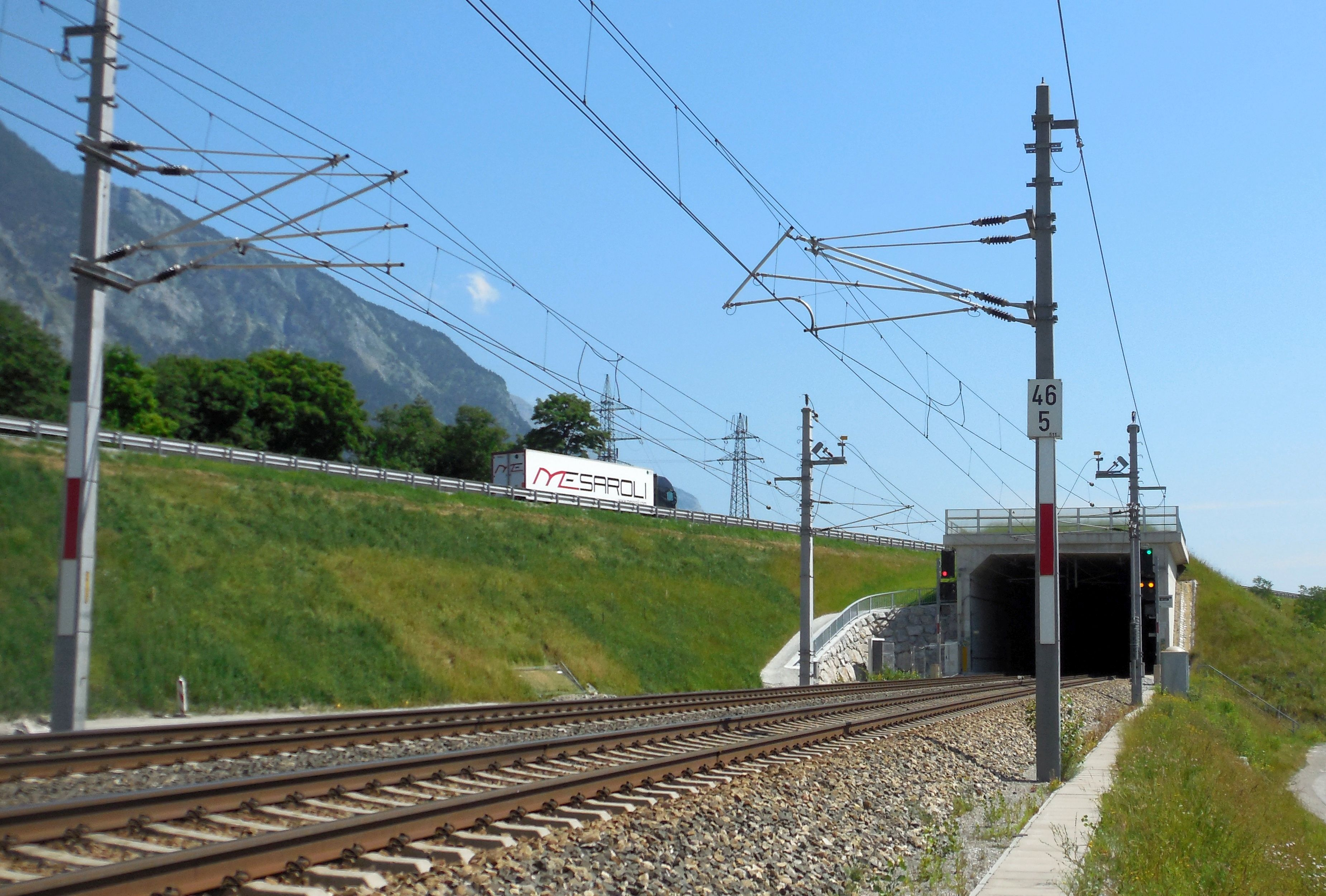
Dieselbe Stelle, zwei Jahre später: alte Autobahnunterführung verfüllt und begrünt
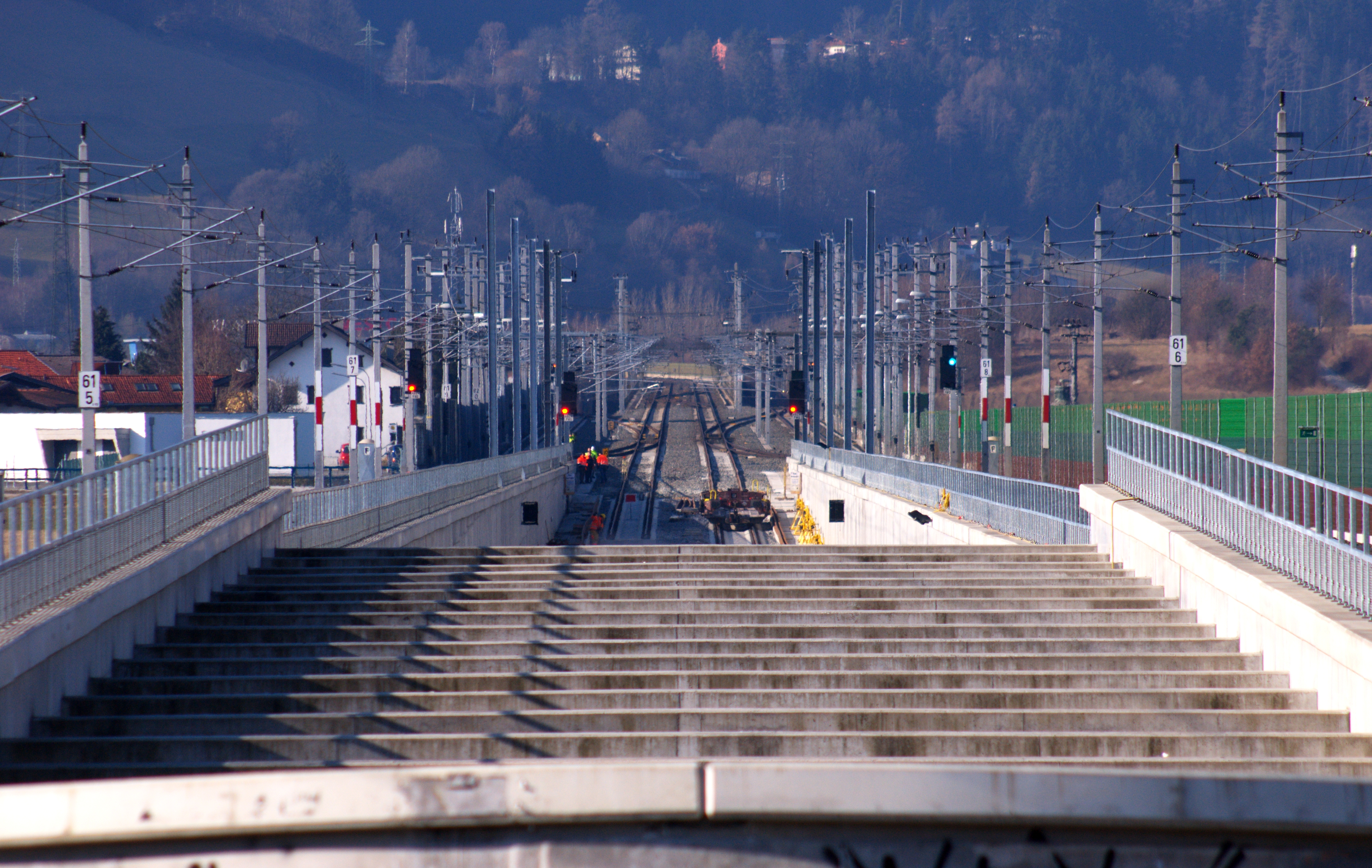
Anbindung Baumkirchen: Die neue Unterinntalbahn taucht hier wieder auf. Geradeaus geht es zur Umfahrung Innsbruck, rechts zur Bestandsstrecke nach Innsbruck Hbf

### Radfeld – Schaftenau
Für diesen Abschnitt haben 2016 die Trassensicherung und vertiefende Planung sowie Umweltverträglichkeitsprüfung begonnen. Nach der Einreichung der Unterlagen im August 2019 wurde der Bescheid zur Umweltverträglichkeitsprüfung im November 2021 rechtskräftig. Die Einreichung der Detailplanung war für 2022[veraltet] geplant.
Die Österreichischen Bundesbahnen rechneten mit Stand Mai 2025 mit einer Inbetriebnahme im Jahr 2039.

### Stand auf deutscher Seite
Als möglicher Termin für einen Baubeginn in Deutschland wird der Anfang der 2030er Jahre genannt, für eine Fertigstellung 2040.
Der Ausbau/Neubau „München-Kiefersfelden-Grenze D/A“ ist eines von 13 Infrastrukturprojekten des Deutschlandtakts, die laut dem im November 2021 vorgelegten Koalitionsvertrag der rot-grün-gelben Bundesregierung in Deutschland „beschleunigt auf den Weg“ gebracht und „mit hoher politischer Priorität“ umgesetzt werden sollen.

## Zugsicherung
Die neue Unterinntalbahn ist mit dem europäischen Zugbeeinflussungssystem ETCS Level 2 ausgerüstet und ermöglicht damit einen interoperablen grenzüberschreitenden Eisenbahnbetrieb. ETCS Level 2 ging 2012 zwischen Kundl und Baumkirchen in Betrieb. Die Ausstattung mit Außen-Lichtsignalisierung und punktförmiger Zugbeeinflussung (PZB) dient nur als Rückfallebene. Von 5. Dezember 2013 bis 1. Juli 2015 war die Strecke von 22:00 Uhr und 06:00 Uhr allein dem Güterverkehr vorbehalten und konnte in dieser Zeit ausschließlich mit PZB verwendet werden. Grund für diese Maßnahme war, dass damals noch wenige Lokomotiven mit ETCS ausgestattet waren und man eine Umleitung der Güterzüge über die Bestandstrecke aus Lärmschutzgründen vermeiden wollte.
Vier neu errichtete elektronische Stellwerke, die von der Betriebsführungszentrale Innsbruck aus ferngestellt werden, steuern den Bahnbetrieb sowohl auf der Neuen Unterinntalbahn als auch auf der Bahnstrecke Kufstein–Innsbruck.